# Нётеров модуль
Нётеров мо́дуль — это модуль, в котором выполняется условие обрыва возрастающих цепей для его подмодулей, упорядоченных по отношению включения.
Исторически, Гильберт был первым математиком, исследовавшим свойства конечнопорождённости подмодулей. В частности, он доказал теорему Гильберта о базисе, согласно которой любой идеал в кольце многочленов от нескольких переменных является конечнопорождённым (это свойство эквивалентно нётеровости). Однако, свойство нётеровости было названо в честь Эмми Нётер, которая первой осознала степень его важности.

## Эквивалентные определения и свойства
Существует несколько эквивалентных определений нётерова модуля:
- Любая последовательность подмодулей вида {\displaystyle M_{1}\subsetneq M_{2}\subsetneq M_{3}\subsetneq \ldots \qquad (1)} стабилизируется, то есть начиная с некоторого {\displaystyle n,\;M_{n}=M_{n+1}=\ldots .}
- В любом непустом множестве подмодулей M существует максимальный элемент. Данное условие эквивалентно первому для любого частично упорядоченного множества (доказательство использует аксиому выбора).
- Каждый подмодуль модуля M является конечнопорождённым.

Последнее определение особенно полезно, и доказательство его эквивалентности исходному определению элементарно:
1. Если модуль удовлетворяет свойству из последнего определения, то он удовлетворяет и свойству из первого. В самом деле, если любой подмодуль конечно порожден, то взяв модуль, являющийся объединением всех подмодулей цепи (1) имеем, что он порожден, скажем, элементами {\displaystyle x_{1},x_{2},\ldots x_{n}}. Тогда существует некоторый элемент цепочки {\displaystyle M_{k}}, содержащий эти xi и поэтому равный объединению всех Mi. Отсюда {\displaystyle M_{k}=M_{k+1}=M_{k+2}=\ldots }
2. Обратно, если М над кольцом A удовлетворяет свойству из первого определения (эквивалентно, из второго определения) и N — его подмодуль, то во множестве всех конечнопорождённых подмодулей модуля N существует максимальный подмодуль {\displaystyle N'\subset N}. Если {\displaystyle N'\neq N,} то взяв элемент {\displaystyle x\in N/N'} и построив модуль {\displaystyle N+Ax} (или {\displaystyle N+xA} в некоммутативном случае для правого модуля) мы построим больший конечнопорождённый модуль против предположения. Следовательно, N конечно порождён.

Пусть {\displaystyle M} — некоторый модуль и {\displaystyle N} — его подмодуль. {\displaystyle M} является нётеровым тогда и только тогда, когда {\displaystyle N} и {\displaystyle M/N} являются нётеровыми.

## Примеры
- Целые числа, рассматриваемые как модуль на кольцом целых чисел, являются нётеровым модулем.
- Пусть {\displaystyle R=M_{n}(K)} — полное кольцо матриц над произвольным полем {\displaystyle K} и {\displaystyle M} — множество векторов-столбцов над этим полем, то {\displaystyle M} можно сделать модулем над {\displaystyle R,} задав умножение элемента модуля на элемент кольца как умножение столбца на матрицу. Тогда {\displaystyle M} является нётеровым модулем.
- Каждый модуль, являющийся конечным множеством, нётеров.
- Каждый конечнопорождённый правый модуль над правым нётеровым кольцом нётеров (см. определение ниже).

## Связь с другими структурами
Ассоциативное кольцо с единицей называется нётеровым, если оно является нётеровым модулем над самим собой, то есть удовлетворяет условию обрыва возрастающих цепей для идеалов. В некоммутативном случае выделяют левые нётеровы и правые нётеровы кольца, если же кольцо является нётеровым слева и нётеровым справа, его называют просто нётеровым.
Условие нётеровости может быть определено также для бимодулей: бимодуль называется нётеровым, если он удовлетворяет условию обрыва возрастающих цепей для своих подбимодулей. Может случиться, что бимодуль является нётеровым, тогда как структуры левого и правого модуля на нём не являются нётеровыми.